# クラウス・バデルト
クラウス・バデルト（Klaus Badelt、1967年6月12日 - ）は、ドイツ、フランクフルト出身の作曲家。
主に映画音楽を手掛けており、1998年に同じドイツ出身のハンス・ジマーから彼の経営する音楽スタジオ「メディア・ヴェンチャーズ・エンタテインメント・グループ (Media Ventures Entertainment Group)」（現在のリモート・コントロール・プロダクション）に誘われ、ともに映画音楽を手がけている。
その他、コマーシャルソング、テレビ番組楽曲、ゲーム音楽などの楽曲提供を行っている。
特に『パイレーツ・オブ・カリビアン』の楽曲「彼こそが海賊」(原題：He's a Pirate)が有名だが、この曲は実際にはハンス・ジマーのデモ曲を映画用に仕上げたのがクラウス・バデルトであり、共作となる。当時、ジマーは別の映画作品を手掛けており、その仕事の契約で別の仕事は受けられない状態であったため、バデルトをメインにして『パイレーツ・オブ・カリビアン』を進めたことはサウンドトラックのボックスセットに収録されたDVDでジマーが語っている。
ハリウッド映画の『グラディエーター』では、監督のリドリー・スコットの指示を受けコーラスのリサ・ジェラルドと共にスコアを書いた。この後もハンス・ジマーらと共同で、『パール・ハーバー』や『パイレーツ・オブ・カリビアン』シリーズなどの映画作品の作曲をしていくこととなる。
2008年北京オリンピックの閉会式の一曲『爱的火焰』の作曲を担当した。

## フィルモグラフィ
- The Polar Bear (1998年) ※ヘニング・ローナーと共作
- 『インビンシブル』 - Invincible (2001年) ※ハンス・ジマーと共作
- 『プレッジ』 - The Pledge (2001年) ※ハンス・ジマーと共作
- 『エクストリーム・デイ』 - Extreme Days (2001年) ※トビーマックと共作
- 『タイムマシン』 - The Time Machine (2002年)
- 『K-19』 - K-19: The Widowmaker (2002年)
- Teknolust (2002年) ※ラミン・ジャヴァディと共作
- 『リベリオン』 - Equilibrium (2002年)
- 『リクルート』 - The Recruit (2003年) ※バーナード・ファニングと共作
- 『閉ざされた森』 - Basic (2003年)
- 『セイブ・ザ・ワールド』 - The In-Laws (2003年) ※ジェイムズ・S・レヴァインと共作
- 『パイレーツ・オブ・カリビアン/呪われた海賊たち』 - Pirates of the Caribbean: The Curse of the Black Pearl (2003年) ※アラン・シルヴェストリの後任
- 『ビート・ザ・ドラム』 - Beat the Drum (2003年) ※ラミン・ジャヴァディと共作
- 『ケリー・ザ・ギャング』 - Ned Kelly (2003年)
- 『キャットウーマン』 - Catwoman (2004年) ※グレーム・レヴェルの後任
- 『コンスタンティン』 - Constantine (2005年) ※ブライアン・タイラーと共作
- 『PROMISE』 - The Promise (2005年)
- 『16ブロック』 - 16 Blocks (2006年)
- 『ウルトラヴァイオレット』 - Ultraviolet (2006年)
- 『ポセイドン』 - Poseidon (2006年)
- 『戦場からの脱出』 - Rescue Dawn (2006年) ※エルンスト・レイスグルと共作
- 『シャッフル』 - Premonition (2007年) ※イアン・ハニーマン、アンドリュー・レイハーと共作
- 『ティーンエイジ・ミュータント・ニンジャ・タートルズ』 - TMNT (2007年) ※マルコ・ベルトラミの後任
- Skid Row (2007年) ※ドキュメンタリー映画。クレイグ・イーストマンと共作
- Dragon Hunters (2008年)
- 『スターシップ・トゥルーパーズ3』 - Starship Troopers 3: Marauder (2008年) ※テーマ曲はベイジル・ポールドゥリスが担当
- 『スコーピオン・キング2』 - The Scorpion King 2: Rise of a Warrior (2008年)
- 『すべて彼女のために』 - Pour elle (2008年)
- 『キルショット』 - Killshot (2008年)
- 『悪魔のコード』 - Die Jagd nach dem Schatz der Nibelungen (2008年) ※テレビ映画
- 『ソロモン・ケーン』 - Solomon Kane (2009年)
- 『プチ・ニコラ』 - Le Petit Nicolas (2009年)
- 『ハートブレイカー』 - Heartbreaker (2010年)
- The Extra Man (2010年)
- 『バレッツ』 - 22 Bullets (2010年)
- Among Wolves (2010年) ※アンドリュー・レイハーと共作
- 『シャンハイ』 - Shanghai (2010年)
- 『この愛のために撃て』 - À bout portant (2010年)
- Small World (2010年) ※ジャン＝ミシェル・ベルナルドと共作
- Waking Madison (2010年)
- 『ディラン・ドッグ デッド・オブ・ナイト』 - Dylan Dog: Dead of Night (2010年)
- Happy People: A Year in the Taiga (2010年) ※ドキュメンタリー映画
- 『レジェンド・オブ・ロンギヌス』 - Die Jagd nach der heiligen Lanze (2010年) ※テレビ映画
- The Prodigies (2011年)
- The Floating Shadow (2011年)
- Jock the Hero Dog (2011年) ※イアン・ハニーマンと共作
- Seven Days in Utopia (2011年) ※クリストファー・カーマイケルと共作
- 『裏切りの戦場 葬られた誓い』 - L'ordre et la Morale (2011年)
- The Oranges (2011年) ※アンドリュー・レイハーと共作
- War of the Buttons (2011年)
- 30° couleur (2012年)
- Shanghai Calling (2012年) ※クリストファー・カーマイケルと共作
- 『アステリックスの冒険〜秘薬を守る戦い』 - Astérix et Obélix : Au service de Sa Majesté (2012年)
- A Perfect Plan (2012年)
- Supercondriaque (2014年)
- The Identical (2014年) ※クリストファー・カーマイケルと共作
- Le Père Noël (2014年)
- 『アラビアの女王 愛と宿命の日々』 - Queen of the Desert (2015年)
- Radin! (2016年)
- 『ウォリアー・ゲート 時空を超えた騎士』 - The Warriors Gate (2016年)
- 『フェリシーと夢のトウシューズ』 - Ballerina (2017年)
- 『空海-KU-KAI- 美しき王妃の謎』 - Legend of the Demon Cat (2017年) ※ミシャ・シーガルと共作

### ビデオゲーム
- 『MotorStorm3 〜モーターストーム3〜』 - MotorStorm: Apocalypse (2011年)
- Lords Mobile (2016年)